# Jean-Paul Vinay
Jean-Paul Vinay (* 18. Juli 1910 in Paris; † 10. April 1999 in Victoria, British Columbia) war ein kanadischer Linguist, Phonetiker, Anglist und Romanist französischer Herkunft.

## Leben und Werk
Vinay absolvierte das Gymnasium in Le Havre und studierte Anglistik in Caen, Paris (bis 1933) und London (Master 1937). 1941 bestand er die Agrégation in Paris. Nach Kriegs- und Schuldienst in England und Frankreich ging er 1946 nach Kanada und besetzte an der Universität Montreal die neu eingerichtete Professur für Phonetik, später Linguistik. Bis 1966 war er Leiter der Linguistik, ab 1960 auch Prodekan. Von 1966 bis 1976 lehrte er an der University of Victoria (ab 1968 war er auch Dekan). Nach seiner Emeritierung leitete er von 1977 bis 1980 das dortige Lexicographical Centre. 

Vinay gab von 1954 bis 1967 die Revue canadienne de linguistique heraus und von 1955 bis 1967 das Journal des traducteurs (später Meta). Von 1954 bis 1967 wurde er durch seine Fernsehsendung „Speaking French“ weithin bekannt.

Vinay publizierte mit Jean Darbelnet das Buch Stylistique comparée du français et de l'anglais. Méthode de traduction (Paris 1958, Montréal 1960), das zum Klassiker der Kontrastiven Linguistik und der Übersetzungswissenschaft wurde und nach fast 40 Jahren noch eine Bearbeitung und Übersetzung ins Englische erlebte u. d. T. Comparative Stylistics of French and English, a Methodology for Translation, translated and edited by Juan C. Sager and M.-J. Hamel, Amsterdam/Philadelphia 1995 (Benjamins Translation Library 11). Die Stylistique comparée war angeregt durch die Arbeiten von Charles Bally und durch Alfred Malblanc, Pour une stylistique comparée du français et de l'allemand. Essai de représentation linguistique comparée, Paris 1944 (128 Seiten), eine Schrift, die Malblanc, unter dem Eindruck der Stylistique von Vinay und Darbelnet, dann seinerseits ausbaute zur ebenfalls erfolgreichen Stylistique comparée du français et de l'allemand. Essai de représentation linguistique comparée et étude de traduction, Paris 1961, 5. Auflage 1977, 2000 (351 Seiten).

Vinay war Mitarbeiter der International Auxiliary Language Association, die die Welthilfssprache Interlingua entwickelte.
Vinay war Ehrendoktor der Universität Ottawa (1975) und der Concordia University (1985). Er war Ritter der Ehrenlegion und Träger des Order of Canada.

## Weitere Werke
- (mit W. O. Thomas) The basis and essentials of Welsh containing all that must be known of grammar and vocabulary in order to express the most frequently recurring ideas. Being a first approximation to "basic Welsh”, London 1948
- (Hrsg. mit T. Taggart Smyth) Traductions. Mélanges offerts en mémoire de Georges Panneton, Montréal 1952
- (Redaktionsleitung) Dictionnaire canadien. Français-anglais, anglais-français. Édition abrégée. The Canadian Dictionary. French-English, English-French. Concise Edition, Toronto 1962 (34+861 Seiten); auch u. d. T. Everyman's French-English, English-French dictionary with special reference to Canada, London 1962; auch u. d. T. Van Nostrand’s concise student dictionary. French-English, English-French, Princeton 1962
- Carnet de notes Montagnais-Naskapi 1947–1992, Sidney (Nova Scotia) 1992